# Copyscape
Copyscape — это онлайн-сервис обнаружения плагиата, который указывает на случаи появления схожих текстов в Интернете.
Copyscape используется владельцами контента для обнаружения случаев, когда контент одного сайта без разрешения копируется на другой.

## История
Дата начала работы Copyscape — 2004 год, Гидеон Гринспен стал соучредителем компании-основателя сайта в 2003 году. Согласно интервью, которое он дал, компания первоначально разработала службу, в функции которой входили предупреждения, Copyscape стал расширением службы.

## Функциональность
Проводить поиск позволяет API Google.